# Arsenmarcobaldiïta
L'arsenmarcobaldiïta és un mineral de la classe dels sulfurs, que pertany al grup de la jordanita.

## Característiques
L'arsenmarcobaldiïta és un sulfur d'antimoni, arsènic i plom de fórmula química Pb₁₂(As3.2Sb2.8)Σ6S21. Va ser aprovada com a espècie vàlida per l'Associació Mineralògica Internacional l'any 2016. Cristal·litza en el sistema triclínic.

## Formació i jaciments
Va ser descoberta a Verzalla, als Alps Apuans (la Toscana, Itàlia). Es tracta de l'únic indret on ha estat trobada aquesta espècie mineral.